# І повертається вітер...
«І повертається вітер…» («И возвращается ветер…») — радянський двосерійний художній фільм 1991 року, знятий режисером Михайлом Каліком.

## Сюжет
Автобіографічна драма про життя режисера Михайла Каліка. Хронікально-документальні кадри переплітаються з уривками із колишніх картин режисера, а також доповнені новознятими ігровими сценами.

## У ролях
- Алла Балтер — Ліза Калік, мама
- Борислав Брондуков — Вася, сусід, тато Вєрки
- Володимир Валов — Сергій Ейзенштейн
- Еммануїл Віторган — дядько Мишко
- Станіслав Говорухін — Сергій Герасимов
- Олег Гущин — Михайло Калік, дорослий
- Сергій Десницький — Черкасов
- Олег Єфремов — Сергій Йосипович Юткевич
- Віталік Кайзер — Мишко в дитинстві
- Олена Казарінова — Марія, дружина Колі
- Ірина Ліксо — Євдокія Турчанінова
- Аристарх Ліванов — ректор ВДІКу
- Геннадій Матвєєв — Степан Постовий
- Василь Міщенко — солдат-інвалід
- Галина Петрова — Манечка
- Наталія Позднякова — квартирна господиня
- Саша Рогатін — Мишко, підліток
- Анатолій Рудаков — Коля
- Григорій Русу — Іван Іванович Бодюл
- Олександр Феклістов — політрук табору
- Гарій Черняховський — Наум Калік
- Борис Чунаєв — ув'язнений
- Олена Шаніна — Катя
- Олег Шкловський — ув'язнений
- А. Алексєєв — епізод
- Ольга Анохіна — епізод
- Валентин Букін — Амвросій Бучма
- Олена Бушуєва-Цеханська — святкуюча
- Володимир Василенко — Степан
- Вадим Вільський — сусід
- Ольга Високолян — сестра
- Тамара Вітченко — епізод
- Євген Герчаков — ув'язнений
- Валентин Голубенко — продавець
- Марина Гайзідорська — епізод
- В'ячеслав Гуренков — Лазарев
- Андрій Гусєв — охоронець у таборі
- Касим Жакібаєв — продавець коржів
- Олексій Зотов — епізод
- Віктор Воронцов — конвоїр
- Михайло Калінкин — Віктор Макарович Шевелов, письменник
- Олексій Кирющенко — епізод
- Ігор Класс — охоронець у таборі
- Михайло Ковальов — епізод
- Василь Кортуков — епізод
- Ян Краснянський — епізод
- Р. Кузміченко — епізод
- Тамара Кушелевська — Серафима Бірман
- Михайло Левкоєв — дядько Сашко
- Лев Лемке — святкуючий
- Володимир Маганет — епізод
- Віктор Мамаєв — охоронець
- Валентин Нікулін — Валентин Нікулін
- Лев Перфілов — Лев Мойсейович
- Микола Погодін — сліпий гармоніст
- С. Портнянська — епізод
- Ілля Рутберг — тапер
- Юлія Рутберг — Соня
- Ерік Рохл — епізод
- Володимир Сошальський — Георгій
- Сергій Терлецький — епізод
- Олександр Філіппенко — перехожий
- Семен Фурман — Сеня
- Галина Шевякова — епізод
- М. Шишканова — епізод
- Сергій Штерн — Віллі
- Наталія Шульгіна — Матрьона
- Ігор Ясулович — ув'язнений
- Сергій Захорошко — епізод
- Микола Лещуков — митник
- Анатолій Мєнщиков — Льовушка
- Павло Остроухов — Іван Перепьолкін, жонглер
- Євген Піменов — міліціонер
- Михайло Пярн — епізод
- Олексій Сахаров — епізод
- Олександра Свенська — святкуюча День Ізраїлю
- Світлана Світлична — епізод
- Катерина Симонова — епізод
- Олександр Скалига — епізод
- Віктор Штернберг — людина біля багаття
- Андрій Юренєв — епізод

## Знімальна група
- Режисер — Михайло Калік
- Сценарист — Михайло Калік
- Оператори — Всеволод Супрун, Євген Потієвський
- Композитор — Мікаел Тарівердієв
- Художник — Олександр Петров